# HD 41004 Ab
HD 41004 Ab는 화가자리 방향으로 지구로부터 약 139광년 떨어진 곳에 있는 외계 행성이다. 이 행성의 최소 질량은 목성의 2.56배이며 모항성 HD 41004 A로부터의 거리는 약 1.70 천문단위이다. 공전 궤도는 이심률이 매우 큰데 이는 어머니 항성의 짝별 HD 41004 B의 중력적 섭동 때문이다. 항성으로부터 가까울 때는 약 0.44, 멀어질 때는 약 2.96 천문단위까지 물러난다.